# Microtrombidium karriensis
Microtrombidium karriensis är en spindeldjursart som beskrevs av Womersley 1934. Microtrombidium karriensis ingår i släktet Microtrombidium och familjen Microtrombidiidae. Inga underarter finns listade i Catalogue of Life.